# Campeonato Acreano 2024
In 2024 werd het 95ste Campeonato Acreano gespeeld voor voetclubs uit de Braziliaanse staat Acre. De competitie werd georganiseerd door de FFAC en werd gespeeld van 17 februari tot 26 april. Independência werd kampioen. Volgend jaar zal voor het eerst sinds 2018 opnieuw een tweede divisie gespeeld worden waardoor er dit jaar wel degradatie mogelijk was, in tegenstelling tot de voorgaande jaren. 

## Eerste fase

### Groep A
| Plaats | Club          | Wed. | W | G | V | Saldo | Ptn. |
| ------ | ------------- | ---- | - | - | - | ----- | ---- |
| 1.     | Rio Branco    | 5    | 3 | 2 | 0 | 9:3   | 11   |
| 2.     | Vasco da Gama | 5    | 3 | 0 | 2 | 12:6  | 9    |
| 3.     | Independência | 5    | 2 | 3 | 0 | 7:4   | 9    |
| 4.     | ADESG         | 5    | 1 | 3 | 1 | 4:3   | 6    |
| 5.     | Atlético      | 5    | 1 | 1 | 3 | 1:9   | 4    |
| 6.     | Andirá        | 5    | 0 | 1 | 4 | 2:10  | 1    |

|  | Geplaatst voor twee fase |
|  | Degradatie play-offf     |
|  | Degradatie               |

### Groep B
| Plaats | Club              | Wed. | W | G | V | Saldo | Ptn. |
| ------ | ----------------- | ---- | - | - | - | ----- | ---- |
| 1.     | Humaitá           | 4    | 4 | 0 | 0 | 11:1  | 12   |
| 2.     | São Francisco     | 4    | 2 | 1 | 1 | 5:3   | 7    |
| 3.     | Galvez            | 4    | 1 | 2 | 1 | 4:7   | 5    |
| 4.     | Plácido de Castro | 4    | 1 | 0 | 3 | 3:5   | 3    |
| 5.     | Náuas             | 4    | 0 | 1 | 3 | 2:9   | 1    |

## Degradatie play-off
|          |          |       |                   |  |
| 10 april | Atlético | 0 – 4 | Plácido de Castro |  |
| 10 april |          |       |                   |  |

## Tweede fase
| Plaats | Club          | Wed. | W | G | V | Saldo | Ptn. |
| ------ | ------------- | ---- | - | - | - | ----- | ---- |
| 1.     | Independência | 5    | 3 | 1 | 1 | 9:4   | 10   |
| 2.     | Humaitá       | 5    | 2 | 3 | 0 | 9:5   | 9    |
| 3.     | Vasco da Gama | 5    | 2 | 2 | 1 | 11:9  | 8    |
| 4.     | Rio Branco    | 5    | 2 | 1 | 2 | 5:7   | 7    |
| 5.     | Galvez        | 5    | 1 | 2 | 2 | 7:8   | 5    |
| 6.     | São Francisco | 5    | 0 | 1 | 4 | 4:12  | 1    |

|  | Kampioen, geplaatst voor Série D 2025, Copa Verde 2025 en Copa do Brasil 2025     |
|  | Vicekampioen, geplaatst voor Série D 2025, Copa Verde 2025 en Copa do Brasil 2025 |

### Kampioen
| Campeonato Acreano de 2024         |
| Acre                               |
| ---------------------------------- |
| INDEPENDÊNCIA Kampioen (12° titel) |